# Japon aux Jeux olympiques d'hiver de 1964
Le Japon participe aux Jeux olympiques d'hiver de 1964, organisés à Innsbruck en Autriche. Ce pays prend part aux Jeux olympiques d'hiver pour la septième fois de son histoire. La délégation japonaise, formée de 47 athlètes (41 hommes et 6 femmes) participant à 22 épreuves de 8 disciplines, ne remporte pas de médaille.